# Henry Dueñas
Carlos Alfredo Bravo Cantos es un arquitecto con experiencia en el sector público desempeñando cargos como jefe de fiscalización y director de obra públicas municipales en los cantones de Baba, Montalvo, cantones de la provincia de los ríos, también se ha desempeñado como contratista de obras tanto en el sector privado como público.

## Carrera

### Inicios
Dueñas fue monaguillo del padre Fernando Amores, con quien asistía a retiros en ciudades como Manta y Quito, y lo acompañaba a las grabaciones del programa Mensaje de Ecuavisa. En uno de esos momentos que asistía al canal, decidió acercarse al Departamento de Recursos Humanos, donde necesitaban camarógrafo, ahí manifestó que sabía hacer de todo pese a no conocer nada al respecto, y fue entonces como llega a laborar en el canal, como ayudante de camarógrafos, conductor del auto que transporta a los periodistas y más tarde camarógrafo. 
Mientras ejercía ya en el canal, también se mantuvo paralelo como comerciante en la Bahía de Guayaquil, vendiendo zapatos, alpiste para pájaros, jaulas, pichones, entre otras cosas. Se casó con Karen Delgado con quien tuvo dos hijos, Henry Alfredo, y Henry Eduardo, y de quién ejerció custodia, María Gracia

### Estudios y reportajes
Siempre contó con el apoyo del director Carlos Armanza y el escritor Fernando Artieda, y estudió periodismo en la Facultad de Comunicación Social (FACSO), por recomendación del camarógrafo José Vásquez y el periodista Alberto Borges. Con los años logró hacer coberturas periodísticas para el canal, siendo uno de sus primeros reportajes más importantes el de las ‘apariciones’ de la Virgen María en la advocación de la Guardiana de la Fe 1988-1990, en El Cajas, Cuenca.
En los años de 1990, obtuvo el cargo de investigador, con el cual logró denunciar casos de corrupción y de daños al medio ambiente, y tiempo más tarde fue nombrado asignador del programa de noticias Telemundo. Dueñas se considera el primer camarógrafo-reportero del país, ya que donde iba a reportar colocaba la cámara con un trípode y hacía sólo la nota. Ha inicios de la segunda década del 2000, Dueñas es comunicador de un segmento del programa En Contacto, llamado Ayúdame Henry, donde trata temas de la comunidad dirigiéndose a diverso lugares de la urbe. En 2012 recibió un homenaje realizado por la FACSO por su trayectoria de 24 años como periodista.

## Vida personal
Su padre Luis Alfredo Dueñas Muñoz falleció el 3 de abril de 2020 víctima del COVID-19 causado por el virus del SARS-CoV-2 durante la pandemia de enfermedad por coronavirus en Ecuador. Henry publicó en su cuenta de Twitter su malestar con las autoridades de gobierno puesto que 6 días antes solicitó asistencia mediante la línea 171 que el gobierno dispuso para los infectados con este virus y así poder ayudar a su padre con esa dolorosa situación que lo aquejaba.